# Saint-Germain-de-Salles
Saint-Germain-de-Salles is een gemeente in het Franse departement Allier (regio Auvergne-Rhône-Alpes) en telt 442 inwoners (2004). De plaats maakt deel uit van het arrondissement Moulins.

## Geografie
De oppervlakte van Saint-Germain-de-Salles bedraagt 11,7 km², de bevolkingsdichtheid is 37,8 inwoners per km².
De onderstaande kaart toont de ligging van Saint-Germain-de-Salles met de belangrijkste infrastructuur en aangrenzende gemeenten.

## Demografie
Onderstaande figuur toont het verloop van het inwonertal (bron: INSEE-tellingen).
Vanwege een beveiligingsprobleem met de MediaWiki Graph-software is het momenteel niet mogelijk deze grafiek weer te geven. Zodra de software is bijgewerkt zal de grafiek vanzelf weer zichtbaar worden.